# Прогулка заключённых
«Прогулка заключённых» — картина Винсента ван Гога, написанная в феврале 1890 года. Копия с гравюры «Острог» Гюстава Доре (1872).

## Описание картины
На картине изображён колодец маленького и тесного тюремного двора, на котором по кругу обречённо движутся заключённые. Картина выполнена в сине-зелёной гамме.
«Прогулка заключённых» символизирует жизнь, подобную, по мнению художника, замкнутому кругу. Центральная фигура на переднем плане наиболее индивидуализирована в отличие от других заключённых, чьи лица написаны лишь несколькими мазками. В этом персонаже угадываются черты самого Ван Гога.

## История создания
В конце декабря 1888 года у Ван Гога произошёл первый приступ душевной болезни, вскоре припадки стали повторяться, и он добровольно отправился в психиатрическую лечебницу Святого Павла, которая располагалась в бывшем августинском монастыре Сен-Реми неподалёку от Арля. В лечебнице Ван Гог провёл с мая 1889 по май 1890. Директор этой лечебницы — доктор Пейон и брат Ван Гога — Тео старались создать художнику все условия, чтобы он мог работать.
Находясь в больнице, Ван Гог не мог рисовать с натуры, поэтому он начал использовать литографии, гравюры и чёрно-белые репродукции других художников в качестве натуры для своих произведений. В частности, в этот период он делает копии с гравюр Милле, Рембрандта, Делакруа и Домье.
Однажды он просил брата Тео прислать ему гравюру «Каторга» Регаме, но, видимо, Тео не смог достать её, и Ван Гог начал работу над картиной по сюжету гравюры «Острог» Гюстава Доре, сделанную для книги Б. Жерральда «Лондон» (1872).
На гравюре Доре изображён шестиугольный двор Нью-Гейтской тюрьмы, в котором происходит так называемый «парад заключенных». Суть этого «парада» заключалась в том, что преступников много раз проводили перед сыщиками, чтобы те могли хорошо запомнить их лица.

## Отличия картины Ван Гога от гравюры Доре
Ван Гог воспроизвёл гравюру с некоторыми изменениями:
- Задняя стена стала гораздо уже, создавая впечатление, что стены стиснули человеческий круг.
- На гравюре действие происходит в шестиугольном дворе, а у Ван Гога, за счёт уменьшения задней стены, двор становится четырёхугольным.
- У Доре плиты пола и кирпичи в стенах вычерчены с предельной точностью. Ван Гог отказывается от геометричности, благодаря разнонаправленности штрихов.
- На картине цвета из бледных вверху превращаются в густые, мрачные и холодные внизу.

## Провенанс
Всего несколько месяцев спустя, в июле 1890 года, Ван Гог застрелился, и это была одна из работ, выставленных вокруг его гроба перед его похоронами, а после перешла к Тео. После смерти Тео в январе 1891 года картина была унаследована его женой Йоханной ван Гог-Бонгер. Далее картиной владели Вилли Гретора, Морис Фабр и Александр Бертье, 3-го принца Ваграма. В России она находилась у Ивана Морозова до 1909 года. Его коллекция была национализирована советским правительством и стала частью Государственного музея нового западного искусства в Москве. Картина переехала в недавно созданный Музей имени А. С. Пушкина в 1948 году.